# Alice Boman
Alice Maria Boman, född 2 december 1987 i Malmö, är en svensk musiker och låtskrivare.
Alice Boman utgav sin första EP, Skisser, 2013. 
 
Hennes debutalbum Dream on kom 2020.

## Diskografi
Studioalbum
- Dream on (2020)
- The space between (2022)

EP
- Skisser (2013)
- EP II (2014)

Singlar
- "What" (2014)
- "Over" (2014)
- "Be mine" (2014)
- "Dreams" (2017)
- "End of time" (2017)
- "Heartbeat" (2018)